# Студія Думбар
Studio Dumbar — голландське агентство графічного дизайну.

## Історія
Студія Dumbar була заснована Гертом Думбаром у 1977 році в Гаазі. У 2003 році студія переїхала до Роттердама після того, як Мішель де Бур став новим креативним директором після виходу Думбара. У 2011 році третім креативним директором стала Ліза Енебейс. У 2016 році студію придбала компанія Dept, що спеціалізується на цифровому маркетингу.

## Філософія та вплив
Studio Dumbar характеризує себе як «міжнародне дизайнерське агентство, яке спеціалізується на візуальному та онлайн-брендингу».
Фрагментовані, іноді складні до межі хаосу та багатошарові зі складною типографікою, багато проєктів Dumbar на початку 1980-х викликали жах серед прихильників більш упорядкованої естетики. Але наприкінці 1980-х років багато європейських дизайнерів наслідували підхід Studio Dumbar, що змусило Герта Думбара накласти мораторій на ці методи у своїй фірмі.

## Нагороди
- European Design Awards — Agency of the year 2023
- Communication Arts Typography Competition — Award of Excellence 2019
- The Webby Awards — Honoree 2018
- Communication Arts Design Competition — Award of Excellence 2016
- European Design Awards — Best of Show 2013
- Red Dot — Best of best 2011
- Red Dot — Grand Prix 2006
- Nederlandse Designprijzen — Grand Prix 2006
- D&amp;AD — Gold 1982, 1987